# Pihtipudas
Pihtipudas [ˈpiçtiˌpudɑs] ist eine Gemeinde mit 3786 Einwohnern (Stand 31. Dezember 2022) in Mittelfinnland. Sie liegt 135 Kilometer nördlich von Jyväskylä am Nordrand der Finnischen Seenplatte.
Im Kirchdorf Pihtipudas lebt rund die Hälfte der Einwohner der Gemeinde. Es liegt auf einer Landenge zwischen den Seen Alvajärvi im Nordwesten und Kolima im Südosten, die durch den Fluss Heinäjoki miteinander verbunden sind. Über den Fluss führt im Gemeindezentrum eine 1919–24 erbaute Steinbrücke. Weiterhin zählen zur Gemeinde die weit verstreut liegenden Dörfer Alvajärvi, Elämäjärvi, Ilosjoki, Kärväskylä, Muurasjärvi, Peninki, Rönny, Saani und Seläntaus.
Die Gegend um Pihtipudas ist seit der Steinzeit besiedelt, die ursprüngliche nomadische samische Bevölkerung wurde spätestens im 16. Jahrhundert von finnischen Siedlern aus dem ostfinnischen Savo verdrängt oder assimiliert. Die Holzkirche des Kirchdorfs wurde im Jahr 1783 errichtet.
In sportlicher Hinsicht ist Pihipudas als Geburtsort von Lauri Pihkala, dem Erfinder des finnischen Nationalsports Pesäpallo, bekannt, außerdem für einen jährlich im Sommer ausgetragenen Speerwurfwettbewerb, die Pihtiputaan keihäskarnevaalit. Finnlandweit bekannt ist Pihtipudas als Heimat der sinnbildlichen „Oma aus Pihtipudas“ (Pihtiputaan mummo), einer Art finnischem Pendant zu „Lieschen Müller“.

## Wappen
Beschreibung des Wappens: Im silber schwarz schräggevierten  Wappen zwei silberne Pfeilspitzen.

## Politik
Wie in den meisten ländlichen Gegenden Finnlands ist in Pihtipudas die Zentrumspartei die stärkste Partei. Bei den Kommunalwahlen 2008 erhielt sie fast die Hälfte der Stimmen. Im Gemeinderat, der höchsten Entscheidungsinstanz bei lokalen Angelegenheiten, stellt sie 13 von 27 Abgeordneten. Zweitgrößte Fraktion sind die Sozialdemokraten mit acht Sitzen, je zwei Mandate errangen das Linksbündnis und die konservative Nationale Sammlungspartei.
| Partei                    | Wahlergebnis 2008 | Sitze |
| ------------------------- | ----------------- | ----- |
| Zentrumspartei            | 45,9 %            | 13    |
| Sozialdemokraten          | 27,1 %            | 8     |
| Nationale Sammlungspartei | 13,4 %            | 3     |
| Linksbündnis              | 10,7 %            | 3     |

## Söhne und Töchter der Gemeinde
- Lauri Pihkala (1888–1981), Leichtathlet, Erfinder des Pesäpallo
- Artturi Jämsén (1925–1976), Politiker des Landbundes ML
- Jorma Kinnunen (1941–2019), Speerwerfer
- Saana Koljonen (* 1988), Volleyballnationalspielerin